# Fernando Machado Soares
Fernando Machado Soares (São Roque do Pico, 3 septembre 1930 - 7 décembre 2014) est un poète, chanteur, interprète et compositeur du Fado de Coimbra portugais.

## Biographie
Fernando Machado Soares est né à São Roque do Pico, petite ville portugaise, située sur la côte nord de l'île de Pico (archipel des Açores) en 1930.
Il étudie le droit à la Faculté de Droit de l'Université de Coimbra dans les années 1950. À la fin de ses études, il suspend ses activités artistiques pour se concentrer sur sa carrière de juriste.
Il exerce comme avocat et juge mais il est surtout connu comme chanteur, notamment pour sa ballade Coimbra tens mais encanto (« Coimbra a plus de charme »).
En 1959, il participe au film Rhapsodie portugaise (Portuguese Rhapsody) réalisé par João Mendes. En 1962, il se fait connaître aux USA en accompagnant l'Orfeon Académico de Coimbra lors d'une tournée dans plusieurs grandes villes américaines. En 2006, il obtient le prix Tribute Amália Rodrigues « pour l’excellence de sa carrière artistique et son dévouement envers les autres ».
Il meurt le 7 décembre 2014 à Almada.

## Discographie

### Albums
- 1957 : Coimbra Quintet
- 1986 : Fernando Machado Soares, PolyGram
- 1994 : Le Fado de Coimbra